# New Hope (Texas)
New Hope è un centro abitato degli Stati Uniti d'America, situato nella contea di Collin dello Stato del Texas.

## Geografia fisica
New Hope è situata a 33°12′45″N 96°33′54″W.
Secondo lo United States Census Bureau, ha un'area totale di 1,4 miglia quadrate (3,6 km²).

## Società

### Evoluzione demografica
Secondo il censimento del 2000, c'erano 662 persone, 230 nuclei familiari e 201 famiglie residenti nella città. La densità di popolazione era di 460,7 persone per miglio quadrato (177,5/km²). C'erano 243 unità abitative a una densità media di 169,1 per miglio quadrato (65,2/km²). La composizione etnica della città era formata dal 95,17% di bianchi, lo 0,15% di afroamericani, lo 0,76% di nativi americani, il 3,02% di altre razze, e lo 0,91% di due o più etnie. Ispanici o latinos di qualunque razza erano il 5,74% della popolazione.
C'erano 230 nuclei familiari di cui il 34,3% aveva figli di età inferiore ai 18 anni, il 79,6% erano coppie sposate conviventi, il 5,7% aveva un capofamiglia femmina senza marito, e il 12,6% erano non-famiglie. L'11,3% di tutti i nuclei familiari erano individuali e il 6,1% aveva componenti con un'età di 65 anni o più che vivevano da soli. Il numero di componenti medio di un nucleo familiare era di 2,88 e quello di una famiglia era di 3,09.
La popolazione era composta dal 25,4% di persone sotto i 18 anni, il 7,3% di persone dai 18 ai 24 anni, il 27,2% di persone dai 25 ai 44 anni, il 29,3% di persone dai 45 ai 64 anni, e il 10,9% di persone di 65 anni o più. L'età media era di 41 anni. Per ogni 100 femmine c'erano 107,5 maschi. Per ogni 100 femmine dai 18 anni in giù, c'erano 103,3 maschi.
Il reddito medio di un nucleo familiare era di 66.563 dollari, e quello di una famiglia era di 67.083 dollari. I maschi avevano un reddito medio di 42.188 dollari contro i 30.795 dollari delle femmine. Il reddito pro capite era di 24.542 dollari. Circa l'1,4% delle famiglie e il 2,7% della popolazione erano sotto la soglia di povertà, incluso l'1,7% di persone sotto i 18 anni e l'1,4% di persone di 65 anni o più.